# Pays du Verdon
Le pays du Verdon est une région naturelle de France située en Provence. 

## Situation
Le pays du Verdon est entouré des régions naturelles suivantes : 

## Sous ensembles géographiques
- Plateau de Valensole
- Préalpes de Castellane